# Reykjanesbær
Reykjanesbær este un oraș aflat în vestul Islandei, cu o populație de aproximativ 14.000 locuitori (2011). El este un oraș portuar, fiind al cincilea oraș ca mărime din țară. Reykjanesbær este situat pe peninsula Reykjanesskagi. Reykjanesbær este una dintre cele mai mici în dimensiuni, dar în același timp, una dintre cele mai populate localitǎți a țării. Suprafața orașului este de 145 km2.

## Evoluția populației
Populația orașului Reykjanesbær în anii 2008 - 2013:

## Orașe înfrățite

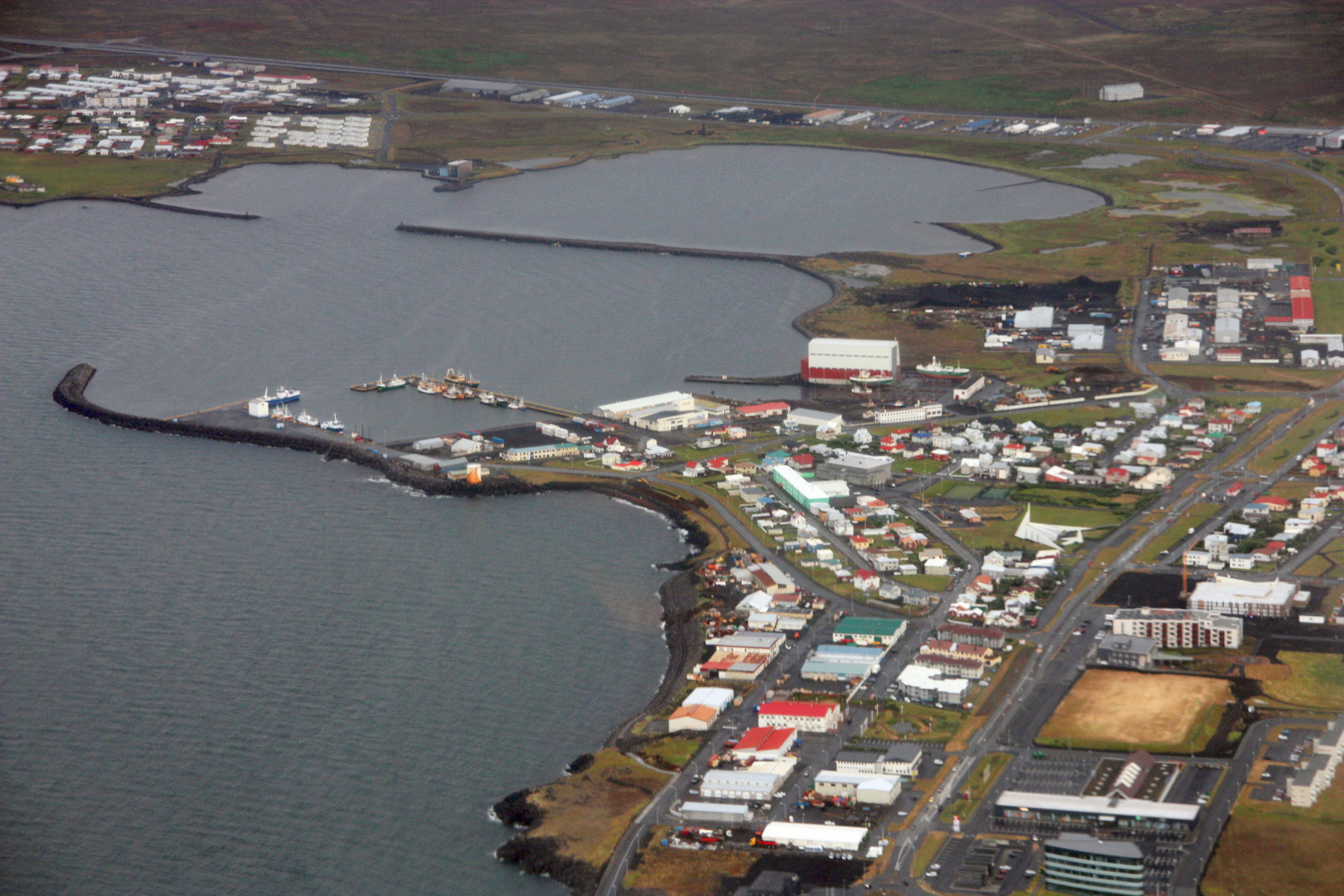
Vedere asupra oraşului portuar

- Brighton, Marea Britanie
- Hjørring, Danemarca
- Kerava, Finlanda
- Kristiansand, Norvegia
- Miðvágur, Insulele Feroe
- Orlando, Statele Unite
- Trollhättan, Suedia